# Oncólitos

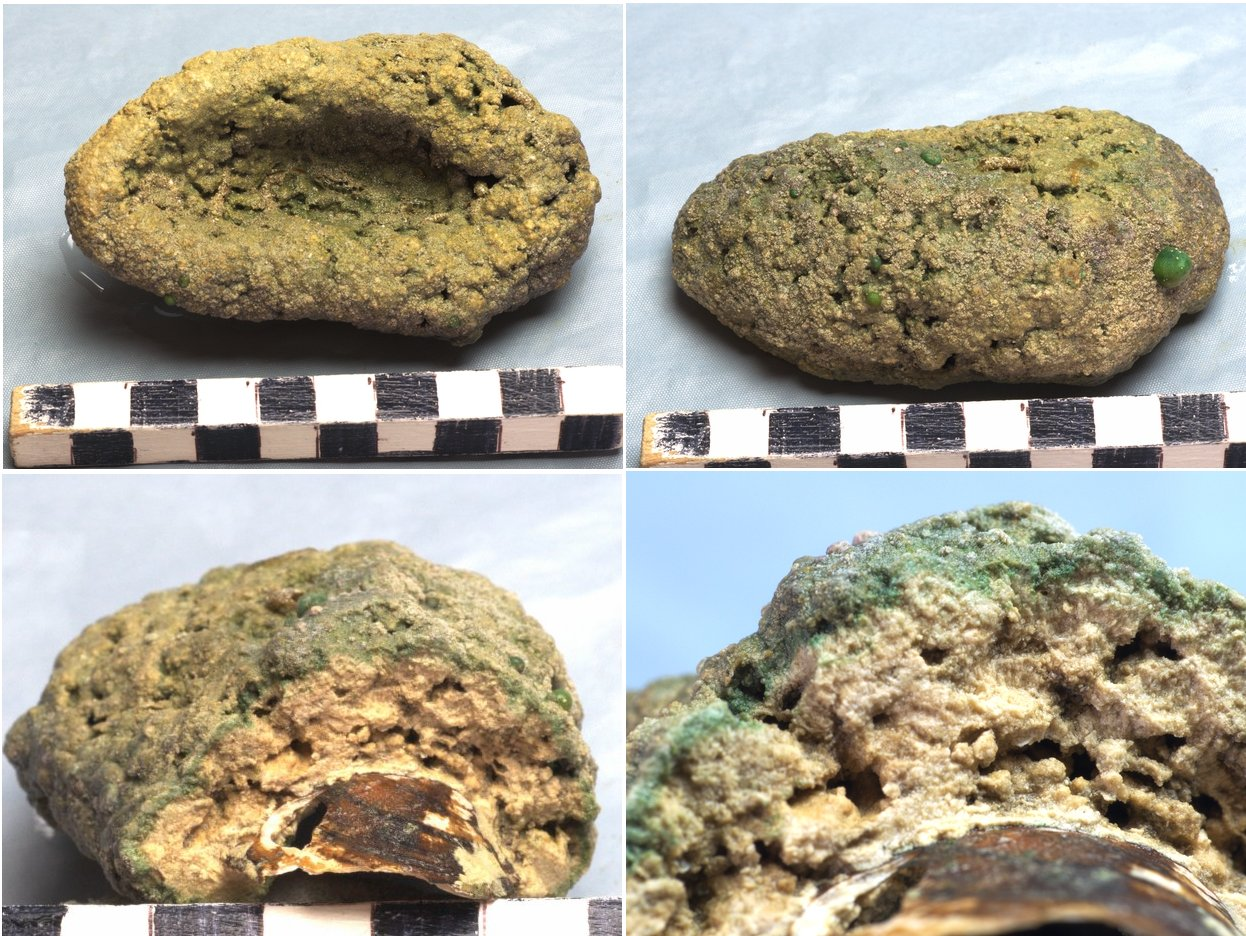
Fotografias de oncólitos tiradas na Alemanha

Os oncólitos (do grego onkos, nódulo e λίθος lithos, pedra) são estruturas sedimentares esféricas ou ovais de origem orgânica, formados por camadas de carbonato de cálcio. A formação dos oncólitos é muito similar à dos estromatólitos, mas desenvolvida sobre uma base não fixa ao substrato. Essa estrutura se forma a partir de um núcleo, que pode ser uma partícula sedimentar ou um fragmento de concha na qual se estabelece uma biopelícula de cianobactérias que iniciam a precipitação e deposição do carbonato de cálcio.
Os oncólitos podem ser produzidos em ambientes marinhos, onde são bioindicadores, na zona eufótica de águas quentes, ou em ambientes continentais como por exemplo: regiões com grande concentração de carbonato. São comumente de tamanho entre 2 a 3 cm de diâmetro.